# Caminos del alma
Caminos del Alma es el primer álbum de estudio de la banda catalana Amadeüs publicado en 2009. 

## Producción y mastering
El álbum está producido íntegramente por Alberto Rionda.
Grabado en Dante Studios (Barcelona) por Israel Ramos entre noviembre de 2007 y mayo de 2008, excepto las guitarras acústicas, flauta de "Árbol Viejo" y la voz de Ramón Lage en "La Cruzada del Miserable" que fue grabado en Bunker Estudios (Asturias) por Alberto Rionda.
Mezclado y masterizado por Alberto Rionda en Bunker Estudios entre los meses de julio y septiembre de 2008 y octubre de 2008 respectivamente.
Todos los temas del disco del disco han sido compuestos y arreglados por Israel Ramos, así como también los arreglos orquestales.

## Lista de canciones
1. "Caminos del alma" - Israel Ramos (0:47)
2. "Por el río olvidado" - Israel Ramos (4:51)
3. "La cruzada del miserable" - Israel Ramos (4:07)
4. "Héroe" - Israel Ramos (5:26)
5. "El pastor y la luna" -  Israel Ramos (5:59)
6. "Árbol viejo" - Israel Ramos (4:25)
7. "La última canción" - Israel Ramos (5:44)
8. "VI" - Israel Ramos (4:44)
9. "Anochecer" - Israel Ramos (5:07)
10. "Fausto" - Israel Ramos (5:28)
11. "Sobre las hojas" - Israel Ramos (4:05)

## Personal
- Voz principal y coros: Israel Ramos.
- Guitarras: David García y Rubén Lanuza.
- Bajo: Raúl Sousa.
- Batería: Gonzalo Moldes.
- Teclados: Sergi Camps.

### Colaboraciones especiales
- Flauta de Árbol Viejo: Roberto Junquera.
- Guitarras acústicas en Árbol Viejo: Alberto Rionda (Avalanch).
- Voz femenina en Árbol Viejo: Xenia López.
- Segunda voz en La Cruzada del Miserable: Ramón Lage (Avalanch).

### Arte y fotografía
- Concepto de portada: Amadeüs.
- Diseño gráfico: Sonia Arias.
- Fotografía: Javier reina y Nuria Sandoval.

- Datos: Q5742455